# Cobamamida
La cobamamida es una coenzima de la vitamina B12, presente en varios tejidos animales y en tejidos humanos. También se conoce como adenosilcobalamina y dibencozida. Posee la propiedad de intervenir en los procesos metabólicos de síntesis proteica (metabolismo de las proteínas), especialmente los realizados en el hígado, siendo esencial para el crecimiento y el eutrofismo del parénquima hepático.
Estimula el anabolismo celular, activando la síntesis proteica y favoreciendo el uso de glúcidos y lípidos. Bien tolerada por el organismo humano, se diferencia de otras sustancias anabolizantes, como los esteroides, por no generar efectos colaterales como virilización, pseudohermafroditismo o ginecomastia, entre otros. 
Posee acción moderada contra la anemia y sobre el sistema nervioso central y periférico, como neurotrófico y neurorregenerador.
Es una sustancia muy bien tolerada por el organismo, casi desprovista de efectos colaterales. Actúa atenuando ciertos disturbios metabólicos del crecimiento, siendo muchas veces prescrito por los médicos a pacientes preadolescentes con dificultad en su desarrollo.

## Fuente
- Esta obra contiene una traducción  derivada de «Cobamamida» de Wikipedia en portugués, publicada por sus editores bajo la Licencia de documentación libre de GNU y la Licencia Creative Commons Atribución-CompartirIgual 4.0 Internacional.

- Datos: Q239593